# Tephrocybe langei
Tephrocybe langei är en svampart som först beskrevs av Singer ex Hora, och fick sitt nu gällande namn av Jørg H. Raithelhuber 1992. Tephrocybe langei ingår i släktet Tephrocybe och familjen Lyophyllaceae.   Inga underarter finns listade i Catalogue of Life.